# Никола Сокеров
Никола Георгиев Сокеров е български адвокат, офицер и общественик.

## Биография
Роден е на 1 септември 1884 г. в Дряново, в семейството на Роза и Георги Сокерови. Началното си образование получава в родния си град, а IV и V клас завършва във Велико Търново, VI и VII – в Държавната мъжка гимнагия в Русе. Завършва средното си обрабозование през 1901 г. с много добър успех, а през есента на същата година е прие за студент в Юридическия факултет на Софийския университет. Увлича се от редакторска дейност, публицистика и изучаването на есперанто. През 1903 – 1904 г. участва в издаването на вестник „Академична свобода“. Като студент се отличава с голямо усърдие, добър успех и поведение. Завършва висшето си обраозвание през 1905 г., а през октомври 1906 г. полага успешно държавен изпит.
През лятото на 1907 г. със заповед на Министерство на правосъдието Никола Сокеров е назначен за стажант при Русенския окръжен съд без заплата. От декември 1907 г. получава право да практикува като юрист и започва работа в състава на Ловченския окръжен съд, от който е освобден по собствено желание през август 1910 г. През ноември 1909 г. е награден от Министерството на правосъдието с „Възпоменателен кръст за независимостта“ за голямо си усърдие и професионалисъм.
В 1906 г. завършва Школа за запасни офицери и получава чин подпоручик. През 1913 г. е повишен в чин поручик, а през 1918 г. става капитан. През 1912 г. участва в Балканската война като запасен офицер и е тежко ранен при обсадата на Одрин.
През 1925 г. е включен в състава на Севлиевската адвокатска колегия. Предствлява интересите на проспериращи фирми, търговски дружества, банки и др. от Габрово и страната като: Вълнено-текстилно анонимно акционерно дружество „Александър“ – Габрово, Фабрика за производство на ленени и конопени прежди „Г. Т. Рашеев“ – Габрово, Акционерно дружество „Иван К. Калпазанов“ – Габрово, Фабрика за въленни платове „Иван Х. Беров“ – Габрово, Акционерно дружество за текстилна индустрия и търговия „Св. Георги“ – Трявна, Акционерно дружество „Принц Кирил“ – Габрово, Търговско събирателно дружество „Г. Р. Цанков и сие“ – София, Търовска фирма „А. Пизанти, Джубел и сие“ – Русе, Търговско събирателно дружество „Недев и Съраиванов“ – Сливен, Акционерно дружество за електричество и индустрия „Христо Лулев“ – Габрово, Воден синдикат „Грамадата“ – Габрово, Воден синдикат „Малуша“ – Габрово и др. Спед клиентите му са известните габровци като Пенчо Семов, арх. Никола Гръблев, Ангел Гръблев, Иван Хаджиберов, Панайот Славчев – аптекар, Ангел Добрев – търговец, наследниците на Тотю Дабев, наследниците на Андрей Момерин и др. През февруари 1945 г. Никола Сокеров е защитник в „Народния съд“.
На 23 януари 1911 г. Никола Сокеров сключва брак с учителката Дешка Георгиева Гръблева, която е сестра на арх. Никола Гръблев от Габрово.
Занимава се и с обществена и културна дейност. През 1915 г. е избран за председател на Благотворително дружество „Утеха“ – Габрово, а през 1921 г. и 1924 г. е избиран за председател на Настоятелството на Библиотека „Априлов-Палаузов“ – Габрово. Работи заедно с видни общественици като Петър Конкилев, Неделчо Бенев и др.
Никола Сокеров е избран за общински съветник при Градско общинско управление – Габрово. При създаването на Воден синдикат „Грамадата“ през 1923 г. е избран за представител от страната на общината в учредителното събрание. През 1944 г. Дешка и Никола Сокерови даряват къщата си и дворно място в Габрово на ул. „Омуртаг“ за създаване на детски дневен дом след смъртта им. Волята им е домът да носи името „Дешка и Никола Сокерови“. За дарителския им жест Общината им връчва благотворителен акт.
Никола Сокеров умира на 12 март 1945 г. след тежко боледуване в болница „Царица Йоана“ в София. Погребан е в габровскте гробища.
Личният му архив се съхранява във фонд № 854К в Държавен архив – Габрово. Той се състои от 379 архивни единици от периода 1881 – 1980 г.